# あなたを抱きしめる日まで
『あなたを抱きしめる日まで』（あなたをだきしめるひまで、Philomena）は、2013年のイギリスのドラマ映画。監督はスティーヴン・フリアーズ、出演はジュディ・デンチとスティーヴ・クーガンなど。

## 概要
10代で未婚の母となり、幼い息子と強制的に引き離された女性フィロミナ・リーの実話を綴ったマーティン・シックススミスのノンフィクション本『The Lost Child of Philomena Lee』を原作としている。
第70回ヴェネツィア国際映画祭のコンペティション部門でプレミア上映され、クィア獅子賞を受賞。スティーヴ・クーガンとジェフ・ポープが金オゼッラ賞（脚本賞）を獲得した。また、第86回アカデミー賞と第67回英国アカデミー賞でそれぞれ4部門にノミネートされ、英国で脚色賞を受賞した。

## ストーリー
フィロミナ・リーは若かりし頃、婚前交渉で妊娠したことがあり、カトリックの厳しい戒律により修道院に収容された。フィロミナの息子はアンソニーと言い、修道院で定期的に会う事はできたが、ある日アンソニーはとある家庭の養子となり以後消息が途絶える。
そうして50年の年月が過ぎたが、フィロミナは常にアンソニーの事を気にかけ、娘のジェーンにアンソニーの存在を告白する。ジェーンは偶然にもマーティン・シックススミスと言うジャーナリストと知り合い、母の息子について本を書かないかと持ちかけてマーティンはフィロミナとともに実の息子を探す旅に出る。フィロミナ達は修道院に行くが、アンソニーがどの家庭に養子になったかの記録は火事で燃えてしまい残っていないという。
何かを隠蔽していると感じたマーティンは修道院近くのバーで聞き込み調査をすると、バーの店員によれば、修道院ではアンソニーのような子供を、金銭と引き換えにアメリカに養子に出していたという証言が得られ、フィロミナ達はアメリカ行を決定する。
アメリカではジャーナリストであるマーティンの人脈によって、アンソニーの新たな情報が得られる。アンソニーはアメリカで養子となり、マイケル・ヘスと名付けられたことが分かった。マーティンはインターネットでマイケル・ヘスと検索すると、レーガン政権下とブッシュ政権下で法律顧問を務めた人物であることがわかる。フィロミナに顔写真を確認してもらうと、マイケル・ヘスはアンソニーに相違ないと答えた。しかしマイケル・ヘスは既にAIDSで亡くなっていた。
調査を進めるとマイケル・ヘスはゲイであり、かつてのパートナーによれば、フィロミナがいた修道院の墓に眠っていると聞き、フィロミナ達は調査開始地点の修道院に戻り、マイケル・ヘスの墓参りをする。

## キャスト
※括弧内は日本語吹替
- フィロミナ・リー（英語版）: ジュディ・デンチ（沢田敏子）
- マーティン・シックススミス（英語版）: スティーヴ・クーガン（中博史）
- 若き日のフィロミナ: ソフィ・ケネディ・クラーク（下山田綾華）
- メアリー: メア・ウィニンガム
- シスター・ヒルデガード: バーバラ・ジェフォード（英語版）
- マザー・バーバラ: ルース・マッケイブ
- ピート・オルソン: ピーター・ハーマン（英語版）
- マイケル: ショーン・マーホン（英語版）
- ジェーン: アンナ・マックスウェル・マーティン（村中知）
- サリー・ミッチェル: ミシェル・フェアリー（佐竹海莉）

## 音楽
- サウンドトラック - アレクサンドル・デスプラ作曲、2013年10月25日リリース。

## 評価

### 批評家の反応
本作は批評家から絶賛された。映画批評サイトRotten Tomatoesには197件のレビューがあり、批評家支持率は90％、平均点は10点満点で7.75点となっている。批評家の意見をまとめると「魅力あふれる実話に基づいた上に、ジュディ・デンチとスティーヴ・クーガンという実力派俳優の名演に支えられた作品である。目利きの観客にも深い感動を与えうるドラマだ。」となる。Metacriticには42件のレビューがあり、高評価は38件、賛否混在は3件、低評価は1件で、平均点は100点満点で77点となっている。
ただし、本作におけるカトリックの描写に関しては議論がある。ニューヨーク・ポストのカイル・スミスは本作を「カトリックへの悪質な攻撃である」と評した。この批判に対し、本作の制作者であるハーヴェイ・ワインスタインはニューヨーク・ポストに全面広告を出して抗議した。

### 受賞
| 賞                               | カテゴリー                   | 対象者                               | 結果       |
| -------------------------------- | ---------------------------- | ------------------------------------ | ---------- |
| オーストラリア映画協会賞         | 主演女優賞                   | ジュディ・デンチ                     | ノミネート |
| EDA賞                            | 年齢を重ねても若々しい女優賞 | ジュディ・デンチ                     | ノミネート |
| EDA賞                            | 主演女優賞                   | ジュディ・デンチ                     | ノミネート |
| EDA賞                            | 脚色賞                       | スティーヴ・クーガン、ジェフ・ポープ | ノミネート |
| 英国インディペンデント映画賞     | 主演男優賞                   | スティーヴ・クーガン                 | ノミネート |
| 英国インディペンデント映画賞     | 主演女優賞                   | ジュディ・デンチ                     | ノミネート |
| 英国インディペンデント映画賞     | 作品賞                       |                                      | ノミネート |
| 英国インディペンデント映画賞     | 脚本賞                       | スティーヴ・クーガン、ジェフ・ポープ | ノミネート |
| クリティクス・チョイス・アワード | 主演女優賞                   | ジュディ・デンチ                     | ノミネート |
| クリティクス・チョイス・アワード | 脚色賞                       | スティーヴ・クーガン、ジェフ・ポープ | ノミネート |
| シカゴ映画批評家協会賞           | 脚色賞                       | スティーヴ・クーガン、ジェフ・ポープ | ノミネート |
| ゴールデングローブ賞             | 主演女優賞 (ドラマ部門)      | ジュディ・デンチ                     | ノミネート |
| ゴールデングローブ賞             | 作品賞 (ドラマ部門)          |                                      | ノミネート |
| ゴールデングローブ賞             | 脚本賞                       | スティーヴ・クーガン、ジェフ・ポープ | ノミネート |
| ハンプトン国際映画祭             | 国内作品賞                   | スティーヴン・フリアーズ             | 受賞       |
| ロンドン映画批評家協会賞         | 主演女優賞                   | ジュディ・デンチ                     | ノミネート |
| ロンドン映画批評家協会賞         | 英国主演男優賞               | スティーヴ・クーガン                 | ノミネート |
| ロンドン映画批評家協会賞         | 英国主演女優賞               | ジュディ・デンチ                     | 受賞       |
| ロンドン映画批評家協会賞         | 英国作品賞                   |                                      | ノミネート |
| ロンドン映画批評家協会賞         | 脚本賞                       | スティーヴ・クーガン、ジェフ・ポープ | ノミネート |
| フェニックス映画批評家協会賞     | 主演女優賞                   | ジュディ・デンチ                     | ノミネート |
| フェニックス映画批評家協会賞     | 脚色賞                       | スティーヴ・クーガン、ジェフ・ポープ | ノミネート |
| フェニックス映画批評家協会賞     | 作品賞                       |                                      | ノミネート |
| サンフランシスコ映画批評家協会賞 | 主演女優賞                   | ジュディ・デンチ                     | ノミネート |
| サンフランシスコ映画批評家協会賞 | 脚色賞                       | スティーヴ・クーガン、ジェフ・ポープ | ノミネート |
| サテライト賞                     | 主演女優賞                   | ジュディ・デンチ                     | ノミネート |
| サテライト賞                     | 脚色賞                       | スティーヴ・クーガン、ジェフ・ポープ | 受賞       |
| サテライト賞                     | 作品賞                       |                                      | ノミネート |
| サテライト賞                     | 作曲賞                       | アレクサンドル・デスプラ             | ノミネート |
| 全米映画俳優組合賞               | 主演女優賞                   | ジュディ・デンチ                     | ノミネート |
| セントルイス映画批評家協会賞     | 主演女優賞                   | ジュディ・デンチ                     | ノミネート |
| セントルイス映画批評家協会賞     | 脚色賞                       | スティーヴ・クーガン、ジェフ・ポープ | ノミネート |
| トロント国際映画祭               | 観客賞                       | スティーヴン・フリアーズ             | 次点第1位  |
| ヴェネツィア国際映画祭           | 金獅子賞                     |                                      | ノミネート |
| ヴェネツィア国際映画祭           | クィア獅子賞                 |                                      | 受賞       |
| ヴェネツィア国際映画祭           | 脚本賞                       | スティーヴ・クーガン、ジェフ・ポープ | 受賞       |
| ワシントンD.C.映画批評家協会賞   | 主演女優賞                   | ジュディ・デンチ                     | ノミネート |
| ワシントンD.C.映画批評家協会賞   | ジョー・バーバー賞           |                                      | ノミネート |
| 女性映画批評家協会賞             | 主演女優賞                   | ジュディ・デンチ                     | 受賞       |
| 女性映画批評家協会賞             | 女性イメージ賞               |                                      | 受賞       |
| 女性映画批評家協会賞             | 女性映画賞                   |                                      | 受賞       |
| アカデミー賞                     | 主演女優賞                   | ジュディ・デンチ                     | ノミネート |
| アカデミー賞                     | 脚色賞                       | スティーヴ・クーガン、ジェフ・ポープ | ノミネート |
| アカデミー賞                     | 作品賞                       |                                      | ノミネート |
| アカデミー賞                     | 作曲賞                       | アレクサンドル・デスプラ             | ノミネート |
| 英国アカデミー賞                 | 主演女優賞                   | ジュディ・デンチ                     | ノミネート |
| 英国アカデミー賞                 | 脚色賞                       | スティーヴ・クーガン、ジェフ・ポープ | 受賞       |
| 英国アカデミー賞                 | 作品賞                       |                                      | ノミネート |
| 英国アカデミー賞                 | 英国作品賞                   |                                      | ノミネート |